# Font Major (Montblanc)
La Font Major és una obra del municipi de Montblanc (Conca de Barberà) inclosa en l'Inventari del Patrimoni Arquitectònic de Catalunya.

## Descripció
Es tracta d'una estructura simple en carreus de pedra, encimbellada per un timpà triangular acabat en un escut d'Espanya coronat.

## Història
La Font Major fou realitzada el 1804, com bé s'especifica a la mateixa font.